# Uppsala Kammarorkester
Uppsala Kammarorkester är en professionell orkester med säte i Uppsala. Den är knuten till länsmusikorganisationen Musik i Uppland.
I orkestern ingår Linnékvintetten (brasskvintett) samt väletablerade frilansmusiker. Uppsala Kammarorkester leds av omväxlande dirigenter för varje projekt.
Uppsala Kammarorkester ger varje år en rad konserter i Uppsala Konsert & Kongress. Orkestern har även spelat vid bl.a. Drottningholms slottsteater och i Storkyrkan samt turnerat i Uppsala län och i Costa Rica.
Uppsala Kammarorkester har spelat in ett flertal skivor på Naxos (skivbolag) däribland "Drottningholmsmusiken" av Johan Helmich Roman som belönades med en guldskiva 2002. Sveriges Radio spelar även in flera konserter varje år med orkestern.

## Chefsdirigenter för Uppsala Kammarorkester
| Period    | Namn           |
| --------- | -------------- |
| 1993–1999 | Gérard Korsten |
| 2000–2003 | Howard Shelley |
| 2004–     | Paul Mägi      |

## Konsertmästare för Uppsala Kammarorkester
| Period    | Namn         |
| --------- | ------------ |
| 2010–2020 | Bernt Lysell |